# The Terrible Two Join the Police Force
The Terrible Two Join the Police Force è un cortometraggio muto del 1914 diretto da Hay Plumb.

## Trama
I poliziotti che sorvegliano i gioielli di un Rajah catturano i ladri che vorrebbero impadronirsene.

## Produzione
Il film fu prodotto dalla Hepworth.

## Distribuzione
Distribuito dalla Hepworth, il film - un cortometraggio di 236 metri - uscì nelle sale cinematografiche britanniche nel dicembre 1914.
Fu distrutto nel 1924 dallo stesso produttore, Cecil M. Hepworth. Fallito, in gravissime difficoltà finanziarie, Hepworth pensò in questo modo di poter almeno recuperare il nitrato d'argento della pellicola.